# César Charlone Rodríguez
César Charlone Rodríguez (* 1896 in Montevideo; † 1973 ebenda) war ein uruguayischer Rechtsanwalt und Politiker.

## Leben
Dr. Charlone, der der Partido Colorado angehörte, hatte zwischen 1934 und 1938 unter Präsident Gabriel Terra das Amt des Vize-Präsidenten von Uruguay inne.
Danach war vom 12. August 1949 bis zum 23. November 1950, als er von Alberto Domínguez Cámpora abgelöst wurde, Außenminister seines Heimatlandes. Schließlich übernahm er vom 30. Oktober 1967 bis 2. April 1970 und erneut vom 26. Oktober desselben Jahres bis zum 16. April 1971 die Leitung des Wirtschafts- und Finanzministeriums.